# Johannes Sellin
Johannes Sellin (Wolgast, 31 de diciembre de 1990) es un jugador de balonmano alemán que juega de extremo derecho en el HC Erlangen y en la Selección de balonmano de Alemania. 
Con la selección ganó la medalla de oro en el Campeonato Europeo de Balonmano Masculino de 2016.

## Clubes
- Füchse Berlin (2008-2013)
- MT Melsungen (2013-2017)
- HC Erlangen (2017- )